# Nacaduba calauria
Nacaduba calauria är en fjärilsart som beskrevs av Felder 1860. Nacaduba calauria ingår i släktet Nacaduba och familjen juvelvingar. Inga underarter finns listade i Catalogue of Life.